# Mus lepidoides
Mus lepidoides — вид гризунів, ендемік М'янми. Відділено від M. booduga.